# Civitella del Tronto
Civitella del Tronto er en kommune og by i provinsen Teramo i regionen Abruzzo i Italien. Kommunen havde 5.213 indbyggere ved udgangen af 2013. Civitella del Tonto er bedst kendt for det store borganlæg, der ligger på bjerget ovenfor byen.

## Geografi
Civitella del Tronto ligger i den nordligste del af Abruzzo, på grænsen til regionen Marche. Selve byen ligger på en bjergside i 589 meters højde, og kommunen består af yderligere 31 landsbyer (frazioni). Kommunen grænser mod nord til Sant'Egidio alla Vibrata, Folignano (i Marche) og Ascoli Piceno (i Marche), mod øst til Sant'Omero, mod syd til Campli og mod vest til Valle Castellana.

## Historie
Området omkring byen var fra omkring 1200 f.Kr. beboet af det picenske folk. Picenerne dukkede op for alvor i romersk historieskrivning i 299 f.Kr., da de indgik en traktat med den romerske republik. Senere kom det til krig, og i tiden mellem 270 og 260 f.Kr. blev området erobret af romerne.
Efter det vestromerske riges undergang i 476 led byen samme skæbne som det øvrige Mellemitalien, i form af skiftende invasioner fra østromere, ostrogoter, longobarder og frankere.
Efter den normanniske erobring af Syditalien kom byen til at ligge ved nordgrænsen af Abruzzo, og blev dermed grænseby for det rige, der senere blev kongeriget Sicilien. Civitella del Tronto påkaldte sig først speciel opmærksomhed i 1557, da en fransk hær - på vegne af Kirkestaten - indledte belejring af byen. Den franske hær bestod af 12.000 mand fodfolk og 2.000 ryttere, under ledelse af hertugen af Guise. Hæren havde allerede belejret og indtaget nabobyen Campli, og hertugen mente, at endnu en erobring - med efterfølgende plyndring, nedbrænding og overgreb mod civilbefolkningen - ville sprede rædsel i Syditalien og destabilisere styret. Civitella blev imidlertid indædt forsvaret af en spansk garnision på 1.200 mand, samt byens mænd og kvinder, der ikke ønskede samme skæbne som naboerne i Campli. Efter otte dages belejring fik franskmændene deres artilleri på plads på en høj over for byen, men selv om det lykkedes dem af ødelægge dele af murene, mislykkedes deres stormløb på byen. I 14 dage fortsatte de franske angreb, men artilleriet på Civitellas fæstning svarede godt igen, og gjorde stor skade på den franske lejr. Under belejringen havde den spanske vicekonge i Neapel, hertugen af Alba, ført en hær op gennem Abruzzo til Giulianova, og med truslen fra den besluttede hertugen af Guise at ophæve belejringen og trække sig tilbage til Kirkestaten. Det vellykkede forsvar af byen vakte stor opsigt, og den spanske konge, Filip den 2., som også regerede over Syditalien, gav byen ret til at have ordene Civitella Civitas Fidelissima ("Civitella, den mest trofaste by") på sit våbenskjold. Kongen sørgede for, at der i årene 1564-1574 blev bygget en ny og langt større fæstning på stedet. Med en længde på 500 m og et areal på 25.000 m2 var den Italiens største borganlæg, og et af de største i Europa. Forsvarsanlægget blev angrebet igen i 1806 af franske tropper, og blev denne gang erobret efter fire måneders belejring. I marts 1861 var Civitella del Tronto den sidste by i kongeriget Neapel, der nægtede at anerkede kongerigets opløsning. Den neapolitanske konge kapitulerede i Gaeta den 18. februar, men først den 20. marts - tre dage efter, at den italienske stat var blevet udråbt - strøg fæstningen flaget. Efterfølgende blev anlægget ødelagt af tropper fra norditalien, "så det ikke kunne blive tilholdssted for banditter", og byens borgere hentede de følgende år mange byggematerialer derfra. Fæstningen blev delvis istandsat i årene 1973-1983 og har siden 1985 fungeret som museum.

## Seværdigheder
Foruden fæstningen er byen i sig selv bevaret som en typisk italiensk bjergby, og i 2012 blev den kåret som en af Italiens smukkeste byer. Kirken San Lorenzo blev beskadiget under belejringen i 1557, og det man kan se i dag er resultatet af restaureringen i det 16. århundrede. Når fjender truede byen, kunne befolkningen flygte op til borgen via smalle stræder, og det snævreste, Ruetta d'Italia, fremvises i dag som "Italiens smalleste gade".

## Demografi
Indbyggertallet i Civitella del Tronto kulminerede i perioden fra 1920'erne til 1950'erne, hvor der var over 10.000 indbyggere i kommunen. Siden er tallet halveret, og det udgjorde 5.233 ved udgangen af 2013.

## Eksterne links
- Wikimedia Commons har flere filer relateret til Civitella del Tronto